# Percey-sous-Montormentier
Ancienne commune de la Haute-Marne, la commune de Percey-sous-Montormentier a existé de 1971 à 1972. Elle a été créée en 1971 par la fusion des communes de Montormentier et de Percey-le-Petit. En 1972 elle a été rattachée à la commune de Cusey. 